# Pro bono publico
Pro bono publico (normalment, escurçat a pro bono) és una frase, derivada del llatí, que vol dir "pel bé públic". El terme s'usa generalment per a descriure feines professionals preses de manera voluntària i sense pagament com a servei públic. És comú a la professió legal a països anglosaxons i es veu cada cop més en empreses de màrqueting, tecnologia i consultoria estratègica. El servei pro bono, de manera diferent al voluntariat tradicional, usa les habilitats específiques de professionals per a proveir de serveis persones que no poden permetre-se'ls.
"Pro bono publico" s'usa de vegades al Regne Unit per a descriure la motivació central de grans organitzacions com la BBC, el National Health Service i diverses ONG que existeixen "pel bé públic", més que per a obtenir profit.

## Consell legal pro bono
El consell legal pro bono pot assistir un individu o grup en un cas legal omplint formularis o peticions governamentals. Un jutge pot determinar de vegades que el perdedor ha de compensar un consell pro bono guanyador.

### Estats Units d'Amèrica
Als advocats als Estats Units els recomanen les regles ètiques de l'American Bar Association (ABA) que contribueixin almenys cinquanta hores de servei pro bono per any. Alguns estats, en canvi, recomanen menys hores. La New York State Bar Association, per exemple, recomana només vint hores de servei pro bono anualment, mentre que l'New York City Bar promulga la mateixa recomanació que l'ABA.
En una conferència de premsa d'octubre de 2007 explicada al The Wall Street Journal i el The New York Times, el grup d'estudiants de dret Building a Better Legal Profession va llençar el primer rànquing anual de bufets d'advocats punters per hores facturables mitjanes, participació pro bono i diversitat demogràfica. L'informe troba que els bufets més grans fallen en els seus objectius pro bono. El grup ha enviat la informació a les principals facultats de dret, encoratjant els estudiants a tenir en compte aquestes dades a l'hora d'escollir el lloc de treball després de la llicenciatura. Com que cada cop més estudiants escullen on treballar basant-se en els rànquings dels bufets, aquests s'enfronten a una pressió creixent del mercat perquè incrementin el seu compromís amb la feina pro bono per tal d'atreure bons advocats.

### Regne Unit
Molts bufets d'advocats i facultats de dret del Regne Unit celebren una Setmana Pro Bono Anual, que encoratja els advocats a oferir serveis pro bono i incrementar el coneixement general del servei pro bono, des de 2002.